# Garry Pagel
Garry Louis Pagel (Qonce, 17 de septiembre de 1966) es un agricultor y exrugbista sudafricano que se desempeñaba como pilar. Fue internacional con los Springboks en los años 1990 y se consagró campeón del mundo en Sudáfrica 1995.

## Carrera
Destacó en el torneo Craven Week durante la escuela secundaria y debutó en los Eastern Province Elephants, equipo de la Currie Cup, en 1988. Desde 1992 jugó para Western Province hasta su emigración al Reino Unido.

### Profesional
Con la apertura del profesionalismo en 1995, fue retenido por Western Province para disputar el Súper Rugby. Disputó la edición de 1996 y ganó la Currie Cup 1997, aunque no jugó en la final.
En 1997 fue contratado por los Northampton Saints de la inglesa Premiership Rugby y estuvo con ellos hasta su retiro. Durante sus cuatro temporadas jugó 77 partidos, anotó diez tries (50 puntos) y ganó la por entonces Copa Heineken.

## Selección nacional
Kitch Christie lo convocó a los Springboks como suplente para la Copa Mundial de 1995 y debutó en la prueba inaugural contra los Wallabies, entrando como sustituto. Anteriormente sólo había jugado tres partidos de entrenamiento (aquellos contra regiones y clubes).
André Markgraaff lo seleccionó para disputar el Torneo de las Tres Naciones 1996 y allí jugó su última prueba, ante los All Blacks, no volvió a ser convocado y Carel du Plessis no lo tuvo en cuenta. En total jugó 5 pruebas y no anotó puntos.

### Participaciones en Copas del Mundo
Christie lo llevó a Sudáfrica 1995 como suplente de Os du Randt. Luego de la inauguración ante Australia, fue titular contra Rumania y los Canucks, no jugó más hasta que en la final del torneo ingresó a los 68 minutos; como reemplazo de Balie Swart y pudo jugar toda la prórroga.
| Mundial                       | Sede      | Resultado | PJ | Tries |
| ----------------------------- | --------- | --------- | -- | ----- |
| Copa Mundial de Rugby de 1995 | Sudáfrica | Campeón   | 4  | 0     |

## Palmarés
- Campeón de la Copa de Campeones de 1999-00.
- Campeón de la Currie Cup de 1997.